# Orquiectomia
L'Orquiectomia o orquidectomia és un mètode de tractament del bloqueig androgènic. un dels tipus és emprat és l'orquiectomia bilateral.
Aquest és probablement el tractament menys car i més simple per reduir la producció d'andrògens. En aquesta operació, l'uròleg extirpa els testicles, on es produeix el 90% dels andrògens. A causa del fet que aquesta font d'andrògens és extirpada, molts càncers de pròstata redueixen la seva grandària. Tot i ser un procediment senzill, molts homes no accepten l'extirpació dels seus testicles.
Al voltant del 90% dels homes que se sotmeten a aquesta operació perden libido i presenten impotència. Alguns homes també experimenten acalorades o sufocacions que normalment remeten amb el temps, ginecomàstia, mastàlgia, osteoporosi, anèmia, disminució de l'agudesa mental, disminució de la massa muscular, augment de pes, fatiga i disminució del colesterol HDL.